# Dysstroma flammifera
Dysstroma flammifera là một loài bướm đêm trong họ Geometridae.